# Klara Pförtsch
Klara Pförtsch (* 29. August 1906 in Hof; † nach 1957) war eine deutsche Kommunistin und Lagerälteste in den KZ Ravensbrück und Auschwitz.

## Leben
Klara Pförtsch war seit ihrem 13. Lebensjahr Textilarbeiterin und trat 1924 in die KPD ein. Wegen ihrer Beteiligung am kommunistischen Widerstand wurde sie 1936 und 1938 festgenommen und 1940 vom Berliner Volksgerichtshof zu zwei Jahren Gefängnishaft verurteilt. Im Frauen-KZ Ravensbrück erhielt sie den Posten der Lagerältesten. 1942 wurde sie nach Auschwitz überstellt. Hier erkrankte sie an Typhus. Außerdem musste sie wegen einer Regelverletzung auch drei Monate im Strafblock verbringen. 1943 wurde sie auch in Auschwitz Lagerälteste. Wegen ihres männlichen Auftretens erhielt sie im Lager den Spitznamen „Leo“. Auch lesbische Liebesgeschichten wurden ihr zugeschrieben. Nach Aussage der Überlebenden der Konzentrationslager Auschwitz und Ravensbrück, Irmgard Konrad, hat sie in Auschwitz Verbrechen gegen die Menschlichkeit begangen. 1944 kam sie in das KZ-Außenlager Geislingen an der Steige und später in das KZ-Außenlager München-Allach, wo sie befreit wurde.
Im Dezember 1945 wurde sie verhaftet und im alliierten Internierungslager Ludwigsburg inhaftiert, aufgrund ihres Verhaltens in Auschwitz. Sie wurde den französischen Behörden übergeben, um in einem Prozess zum Außenlager Geislingen als Zeugin gehört zu werden. Im Dezember 1948 wurde sie entlassen. Da auch Geislinger Häftlinge ihr Misshandlungen vorwarfen, ging Pförtsch in die Sowjetische Besatzungszone nach Leipzig. Bei einem Treffen ehemaliger Häftlinge wurde sie von Irmgard Konrad wiedererkannt und am 6. Mai 1949 bei der Kriminalpolizei Leipzig angezeigt. Dies führte zu ihrer erneuten Auslieferung an die französischen Behörden. Pförtsch wurde aufgrund der besonderen Brutalität ihrer Gewalttaten in Auschwitz in Abwesenheit am 20. Mai – und erneut am 6. Oktober 1949 – in den Rastatter Prozessen von einem französischen Militärgericht zum Tode verurteilt. Laut der Religionswissenschaftlerin Katharina von Kellenbach bezeichnete das Gericht Pförtsch dabei als „schreckliche Frau mit einem Eifer, Böses zu tun“ (Femme terrible mit Zéle malfaisant). Der SPD-Vorsitzende Kurt Schumacher und Herta Gotthelf, Mitglied des Parteivorstands der SPD, protestierten gegen das Urteil. Aufgrund der Proteste änderte der Hohe Kommissar André François-Poncet das Urteil im März 1950 in lebenslängliche Haft um.
Nach 21 Jahren Haft wurde Pförtsch 1957 vorzeitig entlassen. Diese Haftzeit ging weit über die meisten Urteile hinaus, die gegen die politische, militärische und wirtschaftliche Elite des NS-Regimes gefällt wurden.

## Bewertung
Sozialdemokratische Überlebende und ehemalige KP-Mitglieder aus den westlichen Zonen sagten aus, dass Pförtsch zwar in Ravensbrück geschlagen, aber auch Häftlingen das Leben gerettet habe, indem sie Meldungen an die SS unterschlug. Die Überlebende Orli Reichert-Wald gab in Rastatt zu Protokoll, Pförtsch habe „wegen des starken Drucks des Lagers“ geschlagen, weil sie wenig gebildet, mit geringem Selbstbewusstsein und haltlos gewesen sei.
Das Ravensbrück-Komitee in der SBZ und andere an der SED orientierte Überlebende bezeugten, dass Pförtsch in Auschwitz regelmäßig andere Häftlinge geschlagen habe, insbesondere Jüdinnen, was zum Tod mehrerer Frauen geführt habe. Im April 1950 äußerte das Komitee in einem Schreiben an François-Poncet, dass Pförtschs Rettungstaten ihre Vergehen nicht entschuldigen könnten.
Herta Gotthelf beurteilte Pförtsch nicht als Sadistin, sondern einen von Haft, Krankheit und psychischer Gewalt gebrochenen Menschen.
Nach Einschätzung Katharina von Kellenbachs wirkte beim Rastatter Prozess ein Verurteilungswunsch mit der misogynen Vorstellung der gewalttätigen Frau als „Bestie“ zusammen.